# Челноков, Борис Васильевич
Борис Васильевич Челноков (род. 4 марта 1938 года, Тамбов) — известный в Вологодской области писатель и историк, краевед.
Посвятил жизнь развитию туризма и краеведения в Череповце, вёл научно-просветительскую работу, занимался изысканием в архивах страны ранее неизвестных первоисточников о создании и развитии Череповецкого металлургического завода. Является создателем двух музеев — трудовой славы ОАО «Северсталь» и вагона-музея И. П. Бардина, — а также редактором десяти сборников и автором 5 книг по истории «Северстали». Одно из самых значимых достижений — книга «Череповец. История. Современность. Взгляд в будущее», изданная в 2012 году.

## Биография
Родился 4 марта 1938 года в Тамбове. В 1941 году отец ушел на фронт и пропал без вести, мать одна поднимала четверых детей. С детства увлекался литературой и стремился к приключениям. В 1955 году поступил на географический факультет Тамбовского педагогического института. Проба пера состоялась в 1959 году в институтской газете «Народный учитель». При распределении выбрал Алтай, где познакомился с будущей женой Анной. В 1964 году вместе перебрались на Вологодчину, в Череповец.
В Череповце активно занимался развитием туризма. Создал туристско-краеведческий клуб «Романтика» для старшеклассников, что способствовало развитию в школах работы по изучению родного края. Сочинял бардовские песни («Череповец», «Снег», «Белые пятна», «Синегория», «Робинзоны») и получил несколько наград за победу в конкурсах авторской песни в Вологде и Нижнем Тагиле. В начале 1970-х публиковал в «Череповецком металлурге» материалы, направленные на популяризацию туризма.
В 1973 году приглашён на должность редактора заводского радиовещания. Затем по поручению партийного комитета приступил к созданию Музея трудовой славы Череповецкого металлургического завода (в 1982 году управлением культуры Вологодской области ему было присвоено звание «народный»). Экспонаты для музея собирались со всей страны. В помощь учителям сотрудниками музея было разработано пособие «Есть „Северсталь“ в стране Металлургия», проводились конкурсы для школьников, а студенты худграфа Гуманитарного института ЧГУ участвовали в «индустриальном пленэре» и затем выставляли этюды производственной тематики в выставочном зале Череповецкого музейного объединения. С 1977 по 2002 годы занимал должность директора музея ОАО «Северсталь».
Первая книга, «Реформатор», о роли академика И. П. Бардина в создании ЧМЗ — была опубликована в 1987 году на страницах «Череповецкого металлурга». Спустя 5 лет вышла в свет книга «Архивы раскрывают тайны» (1992). Затем были подготовлены и изданы «Рубцы на сердце» (1998), «Так начиналась „Северсталь“» (1999), «Так закалялась „Северсталь“» (2002), «Северная сталь» (2004) — книги об истории завода от истоков до наших дней.
По инициативе Бориса Васильевича в 1983 году была учреждена премия имени И. П. Бардина, самая престижная награда комбината, а в 2005 году был торжественно открыт вагон-музей академика. С подачи Б. В. Челнокова возобновились на комбинате «Плавки поколений» (первая Всесоюзная пионерская плавка на ЧМЗ была проведена в 1972 году). В 2000 году по его инициативе была открыта памятная доска на доме, где размещалась первая дирекция ЧМЗ, а также памятная доска — дань памяти первому директору ЧМЗ, С. И. Резникову.
В 2006 году прошла презентация книги «Жить для людей», главным героем которой является В. Е. Позгалев, известный политический деятель Вологодской области. Редактор-составитель — Б. В. Челноков. А в 2012 году вышла в свет уникальная книга «Череповец. История. Современность. Взгляд в будущее», посвященная жизни города на Шексне. В настоящее время писатель-краевед работает над книгой «Череповец в стиле ретро».

## Книга «Череповец. История. Современность. Взгляд в будущее»
По заказу мэрии Череповца к 235-летнему юбилею города была издана специальная подарочная книга «Череповец. История. Современность. Взгляд в будущее». Издание включило в себя описание жизни города во всех сферах: в нем идет речь о богатейшем культурном и духовном наследии Череповца, его достопримечательностях и памятных местах, о людях разных поколений, прославивших наш город, о его настоящем и будущем. Уникальная и ярко оформленная книга вышла тиражом всего в 150 экземпляров. На данный момент рассматриваются возможности сделать книгу более доступной для читателей.

## Книги Б. В. Челнокова
- «Архивы раскрывают тайны», Череповец, ООО «Метранпаж», 1992.
- «Рубцы на сердце» (Об академике И. П. Бардине), Череповец, ООО «Метранпаж», 1998.
- «Так начиналась Северсталь», Череповец, ООО «Метранпаж», 1999.
- «Так закалялась Северсталь», Череповец, ООО «Полиграфист», 2002.
- «Северная сталь», Череповец, ООО «Издательский Дом „Череповецъ“», 2004.

## Книги, в которых Б. В. Челноков выступает автором проекта и редактором-составителем
- «Северсталь: люди, события, годы» (Сборник очерков о трудовых традициях, достижениях и современной жизни череповецких металлургов), Череповец, ТОО «Арника», 1997.
- «Дети Вологодчины о Северстали» (Сборник конкурсных работ), Череповец, Типография ЧСПЗ, 2000.
- «Есть Северсталь в стране Металлургия», Череповец, ООО «Полиграфист», 2001.
- «Северсталь: История и современность», Череповец, ООО ИД «Череповецъ», 2002.
- «Жить для людей» (Документальное повествование о В. Е. Позгалеве, почетном гражданине города Череповца), Череповец, ИД «Череповецъ», 2006.
- «Череповец: История. Современность. Взгляд в будущее», Череповец, ИД «Череповецъ», 2012.

## Юбилейные альбомы, буклеты, в которых Б. В. Челноков выступает автором проекта и редактором-составителем
- «Череповецкому металлургическому заводу 25 лет», 1985.
- «Череповецкому металлургическому комбинату 30 лет», 1985.
- «Мартеновскому цеху 40 лет», 1998.
- «Обжимному цеху 40 лет», 1998.
- «Лауреаты премии имени академика И. П. Бардина», 2002, 2007.

## Книги, представительские проспекты, в которых Б. В. Челноков принимает участие как соавтор
- «Победители», т. 1 (Книга очерков о подвигах, о доблести, о славе и просто о войне), Санкт-Петербург, 1995.
- «Победители», т. 2 (Книга очерков о мужественных, добрых, талантливых людях — ветеранах ОАО «Северсталь»), Вологда, 2000.
- «Металлургия земли Вологодской», (Представительский проспект), 2000.
- «Железное поле России», Вологда, 2000.
- «Северсталь: движение в XXI век» (Представительский проспект), 2002.
- «Северсталь» (Представительский проспект), 1995, 1996, 2001, 2002, 2003, 2005.
- «Жемчужины Череповца», ИД «Череповецъ», 2011.

## Песня «Череповец»
В середине 1960-х годов Б. В. Челноков сочинил песню, ставшую практически гимном Череповца. А в 2011 году песня «Череповец» в исполнении Владимира Данилова (композитор — Григорий Григорьев) стала лауреатом конкурса «Звучи, Череповец».
Есть город светлой юности моей,

Где я поверил в доброту сердец,

И для меня на свете всех милей

Череповец, Череповец.

Здесь каждый день — жилые корпуса,

Здесь целый день идти в один конец.

А раньше запросто пройдешь за полчаса

Череповец, Череповец.

Есть города, которым тыща лет,

Есть города, стареющие рано,

А город мой по-прежнему юнец

Череповец, Череповец.

Большой трудяга город на Шексне,

Со всех концов мы слышим: «Молодец!»

Череповец, Череповец!